# Lucyna Rotter
Lucyna Maria Rotter (ur. w 1971 w Krakowie) – polska historyk, kostiumolog i semiolog kultury, nauczyciel akademicki. Reprezentuje dyscypliny historia oraz nauki o kulturze i religii

## Życiorys
W 1998 ukończyła studia na Wydziale Historii Kościoła PAT w Krakowie w Katedrze Historii Sztuki u prof. Jana Samka. Doktoryzowała się tamże w 2004 na podstawie rozprawy zatytułowanej Symbolika polichromii kościoła pod wezwaniem św. Wojciecha i Najświętszej Marii Panny w Staniątkach, której promotorem był ks. prof. Józef Marecki. Stopień doktora habilitowanego uzyskała w 2016 na Wydziale Nauk Społecznych Uniwersytetu Śląskiego w Katowicach w oparciu o pracę pt. Ubiór czy kostium. Znaczenie i funkcja stroju zakonnego.
W 2004 podjęła pracę na Wydziale Historii i Dziedzictwa Kulturowego UPJPII. Związana była z Katedrą Nauk Pomocniczych Historii i Archiwistyki. Obecnie pełni funkcję kierownika Katedry Krajobrazu i Dziedzictwa Kulturowego oraz Kierownika Kierunku Turystyka i Zarzadzanie Dziedzictwem .
Jej obszar zainteresowań naukowych to kostiumologia oraz symbolika w kulturach i religiach . Opublikowała ponad 30 monografii i książek pod redakcją. Jest Autorką ponad 100 artykułów wydanych w Polsce i poza jej granicami. Popularyzuje wiedzę między innymi na antenie TVP Historia.  Została członkiem (od 2022 zastępcą przewodniczącego) Komisji Historycznej PAN – Oddział w Katowicach oraz Polskiego Towarzystwa Historycznego (2014). Wybrana na członka Polskiej Komisji Akredytacyjnej w kadencji 2016–2019. W 2018 Zarządzeniem Ministra Nauki i Szkolnictwa Wyższego z dnia 28 września 2018 r. powołanie w skład Zespołu interdyscyplinarnego do spraw projektów zgłoszonych w ramach programu „Wsparcie dla czasopism naukowych”. W 2019 z nominacji Ministra Nauki i Szkolnictwa Wyższego powołana do Komisji Ewaluacji Nauki.
W 2017 otrzymała Nagrodę Ministra indywidualna I stopnia za osiągnięcia naukowe. W 2019 odznaczona Medalem Srebrnym za Długoletnią Służbę nadany przez Prezydenta Rzeczypospolitej Polskiej.

## Wybrane publikacje.
- L. Rotter, Historia i duchowość benedyktynek w dekoracji malarskiej kościoła w Staniątkach, Kraków 2004. ISBN 83-7438-002-0
- J. Marecki, L. Rotter, Jak czytać wizerunki świętych? Leksykon atrybutów i symboli hagiograficznych, wyd, Universitas, Kraków 2009. ISBN 97883-242-0910-1
- L. Rotter, Bractwa Kurkowe w Polsce. Mundury, stroje, emblematy, insygnia. Leksykon, wyd. Avalon, Kraków 2012. ISBN 978-83-7730-072-5
- L. Rotter (tekst), D. Pawelec (fotografie), Co można opowiedzieć ubiorem? t.1: Semantyka strojów zakonnych , wyd. Avalon, Kraków 2020. ISBN 978-83-7730-438-9.
- L. Rotter, Co można opowiedzieć ubiorem? t. 2: Leksykon habitów i strojów zakonnych, Kraków 2021. ISBN 978-83-7730-560-7
- L. Rotter, Z wieszaka historii. Ubiór jako element kodu kulturowego, wyd. Avalon, Kraków 2023. ISBN 978-83-7730-629-1
- L. Rotter, P. Legutko, W. Płaneta(fotografie), Dziedzictwo chciane – dziedzictwo niechciane, wyd. Avalon, Kraków 2023. ISBN 978-83-7730-644-4